# Hurricane (serbische Band)
Hurricane ist eine serbische Girlgroup. Ihre Mitglieder sind Sara Kourouma, Miona Srećković und Jovana Radić.

## Geschichte
Zoran Milinković gründete 2017 die Girlgroup Hurricane, nachdem bei einer Audition in Belgrad Sanja Vučić, Ksenija Knežević und Ivana Nikolić ausgewählt wurden. Die Idee zum Gruppennamen bekamen sie durch die Wirbelstürme Hurrikan Maria und Hurrikan Irma, welche 2017 die karibischen Inseln trafen. Ihre erste Single Irma, Maria befasste sich ebenfalls mit dieser Thematik.
Es folgten vier weitere englischsprachige Songs, darunter Magic Night und Personal. Im September 2019 veröffentlichten sie mit Favorito ihren ersten Song auf Serbisch, welcher auf YouTube in Serbien mehrere Wochen lang im Trending war und mit 39 Mio. Aufrufen (Stand: Januar 2020) einer der meistgehörten Lieder des Jahres 2019 ist.
Es folgten zwei weitere Singles auf Serbisch – Avantura und Brzi prsti. An beiden Songs hat sich Sanja Vučić als Textdichterin beteiligt.
Im März 2020 gewannen sie den Wettbewerb Beovizija 2020 und sollten Serbien beim Eurovision Song Contest 2020 in Rotterdam vertreten. Das Lied Hasta la vista wurde von Nemanja Antonić komponiert, der Text stammt von Sanja Vučić. Der Wettbewerb musste aber am 18. März 2020 aufgrund der COVID-19-Pandemie abgesagt werden.
Am 24. Juni 2020 veröffentlichte die Gruppe den Song Tuturutu, den sie zusammen mit MC Stojan aufgenommen hat. Das Lied ging innerhalb weniger Stunden viral und erreichte den ersten Platz in den YouTube-Trends in sämtlichen Balkan-Ländern sowie Österreich und Deutschland.
Im November 2020 folgten drei weitere Singles. Gleichzeitig wurde bekanntgegeben, dass die Gruppe Serbien beim Eurovision Song Contest 2021 vertreten soll. Ihr Song Loco loco wurde am 5. März 2021 veröffentlicht. Mit diesem Titel konnte sich das Trio für das Finale des Wettbewerbes qualifizieren und erreichte den 15. Platz.
Am 5. Mai 2022 gaben die Produzenten der Band bekannt, dass die ursprünglichen Mitglieder die Band verlassen hätten. Als Grund gaben sie den Druck innerhalb der Musikindustrie an. Die Band solle jedoch mit anderen Mitgliedern weiterbestehen.
Am 9. Januar 2023 wurde bekannt, dass Hurricane am serbischen Vorentscheid zum Eurovision Song Contest 2023 teilnehmen wird.

## Diskografie
Singles
- 2018: Irma, Maria
- 2018: Feel Right
- 2018: Personal
- 2019: Magic Night
- 2019: Pain in Your Eyes
- 2019: Favorito
- 2019: Avantura
- 2019: Brzi prsti
- 2020: Hasta la vista
- 2020: Guallame el pantalon
- 2020: Roll the Dice
- 2020: Tuturutu (mit MC Stojan)
- 2020: Folir’o
- 2020: Want Ya
- 2020: Lopove
- 2020: Čaje šukarije
- 2021: Babygirl
- 2021: Loco loco
- 2021: Do neba
- 2021: Koraci
- 2021: Legalan
- 2022: Kontroverzne (mit Teodora)
- 2022: Gospodine